# San Blas (archipelag)

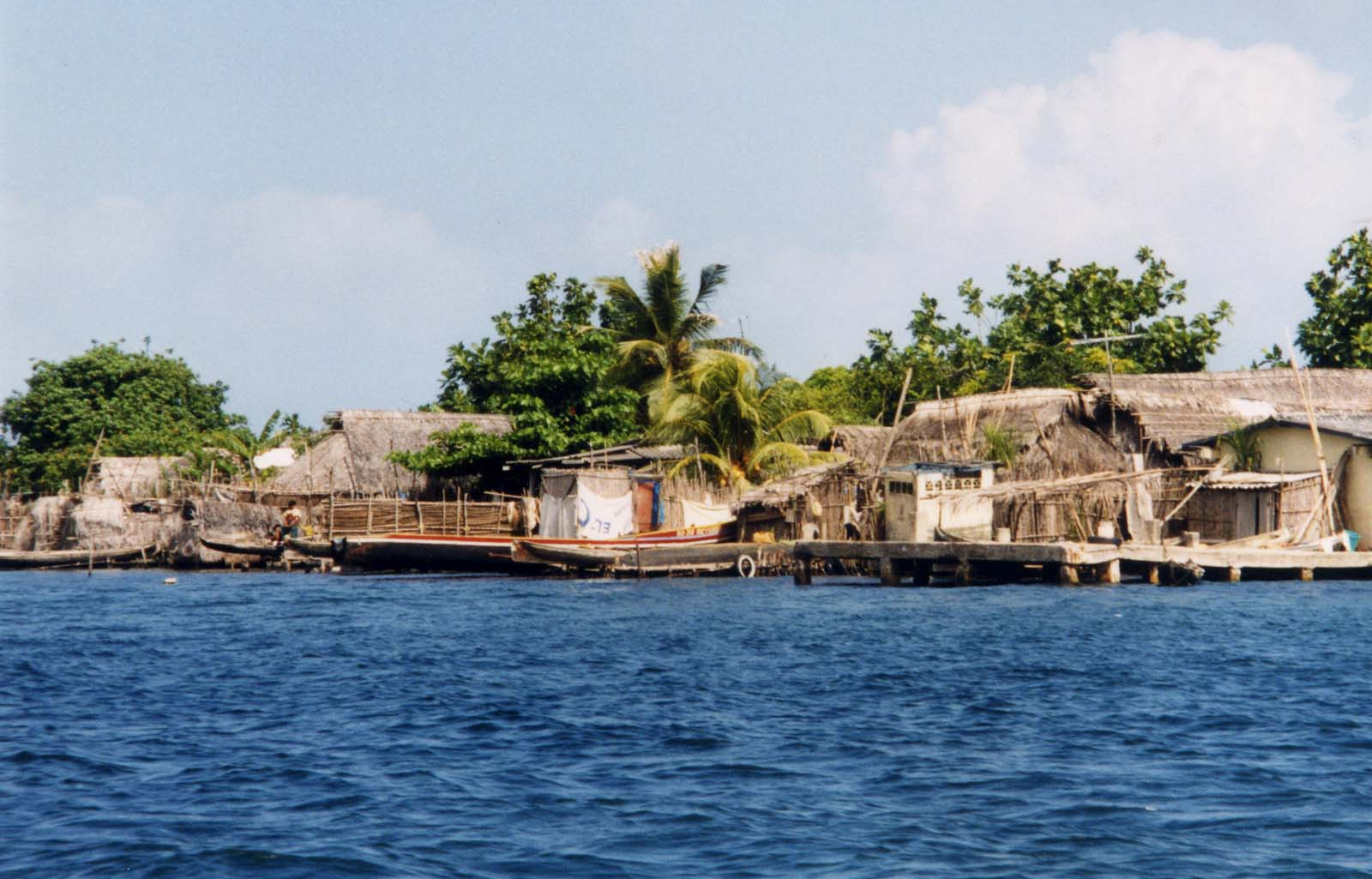
Gęsta zabudowa nadmorska

San Blas (hiszp. Archipiélago de San Blas, Islas San Blas) – grupa ok. 370 wysp położonych wzdłuż atlantyckiego wybrzeża Panamy na Morzu Karaibskim w regionie autonomicznym Kuna Yala.

## Gospodarka
Podstawą gospodarki archipelagu jest turystyka, rękodzieło i rybołówstwo. Uprawia się tutaj jukę, jam, kukurydzę, ryż, fasolę, banany i ostrą paprykę, w wielu miejscach w oparciu o wypalanie pól. Indianie Kuna uprawiają także palmę kokosową, kakaowiec, kawę, cytryny, pomarańcze, mango i awokado, ale większość na własny użytek, sprzedając jedynie orzechy kokosowe na rynek lokalny lub do Kolumbii. Związki handlowe z tym krajem są silniejsze niż z rodzimą Panamą, głównie za sprawą statków kursujących masowo do Cartagena de Indias.
W latach 80. XX wieku pobudowano na prawie wszystkich zamieszkałych wyspach szkoły podstawowe, a na wielu także średnie. Powstały wówczas także wodociągi, generatory prądu, radiostacje i ośrodki zdrowia.

## Turystyka
Jedno z bardziej popularnych miejsc turystycznych w Panamie. Do wysp można dotrzeć drogą morską lub powietrzną. Regularną komunikację zapewniają linie lotnicze Aeroperlas i Air Panama.
Na wyspach znajdują się liczne lotniska np.: El Porvenir, Puerto Obaldia, San Blas i inne. Na wyspach znajdują się także hotele, hostele i campingi.

## Indianie Kuna
Około 40 wysp jest zamieszkanych przez Indian Kuna (Cuna). W latach 80. XX wieku żyli oni w około czterdziestu osadach, a ich populacja wynosiła 20.000 osób. Z uwagi na dużą gęstość zaludnienia (np. w miejscowości Ustupu na 0,5 km² zamieszkiwało 5000 ludzi) część zabudowań wznoszono na platformach z kamieni wysuniętych w morze.